# Messier 2
Messier 2 (abreviat M2, cunoscut și ca NGC 7089) este un roi globular din constelația Vărsătorul, parte a Catalogului Messier, întocmit de astronomul francez cu același nume.
Obiectul a fost descoperit tot de către un astronom francez, Jean-Dominique Maraldi, în 1746, în timp ce observa o cometă împreună cu Jacques Cassini. Charles Messier l-a redescoperit în 1760, dar l-a confundat cu o nebuloasă, neputând face distincția între stele.
M2 se află la distanța de aproximativ 37.500 de ani lumină de Pământ, fiind, cu diametrul de 175 de ani lumină, unul dintre cele mai mari roiuri globulare cunoscute. Roiul este bogat, compact și eliptic. Vechimea sa este estimată la 13 miliarde de ani, fiind unul dintre cele mai vechi roiuri globulare asociate cu Calea Lactee.